# 鮎川站
鮎川站（日语：／ Ayukawa eki */?）是位於秋田縣由利本莊市東鮎川，由利高原鐵道的鳥海山麓線車站。

## 歷史
- 1922年（大正11年）8月1日：橫莊鐵道鮎川站啟用。當時車站位於由利郡（日语：由利郡）鮎川村（日语：鮎川村 (秋田県)）。
- 1937年（昭和12年）9月1日：橫莊鐵道被國有化，成為鐵道省矢島線車站。此站同時改名為羽後鮎川站。
- 1949年（昭和24年）6月1日：日本國有鐵道成立。
- 1965年（昭和40年）4月：成為業務委託車站[1]。
- 1971年（昭和46年）10月1日：成為無人車站[2]（簡易委託化）。
- 1985年（昭和60年）10月1日：由利高原鐵道接管矢島線，成為由利高原鐵道鳥海山麓線車站。此站同時改名為鮎川站。
- 日期不詳 - 終止簡易委託，完全成為無人車站。
- 2003年（平成15年）12月25日：車站大樓重建[3]。
- 2018年（平成30年）：車站附近的舊鮎川小學（國家登錄有形文化財）進行了改裝，鳥海山木之玩具美術館開幕。並進行了群眾募資，以在車站周邊進行工程。最後募集了528萬5,000日圓，於4月24日群眾募資完畢[4]。車站大樓鄰接的候車室進行翻新，成為「玩具之町候車室」。

## 車站構造
此站是地面車站，設有1面1線的單式月台。曾經此站設有列車交會設備。在2003年12月，現時的車站大樓建成。

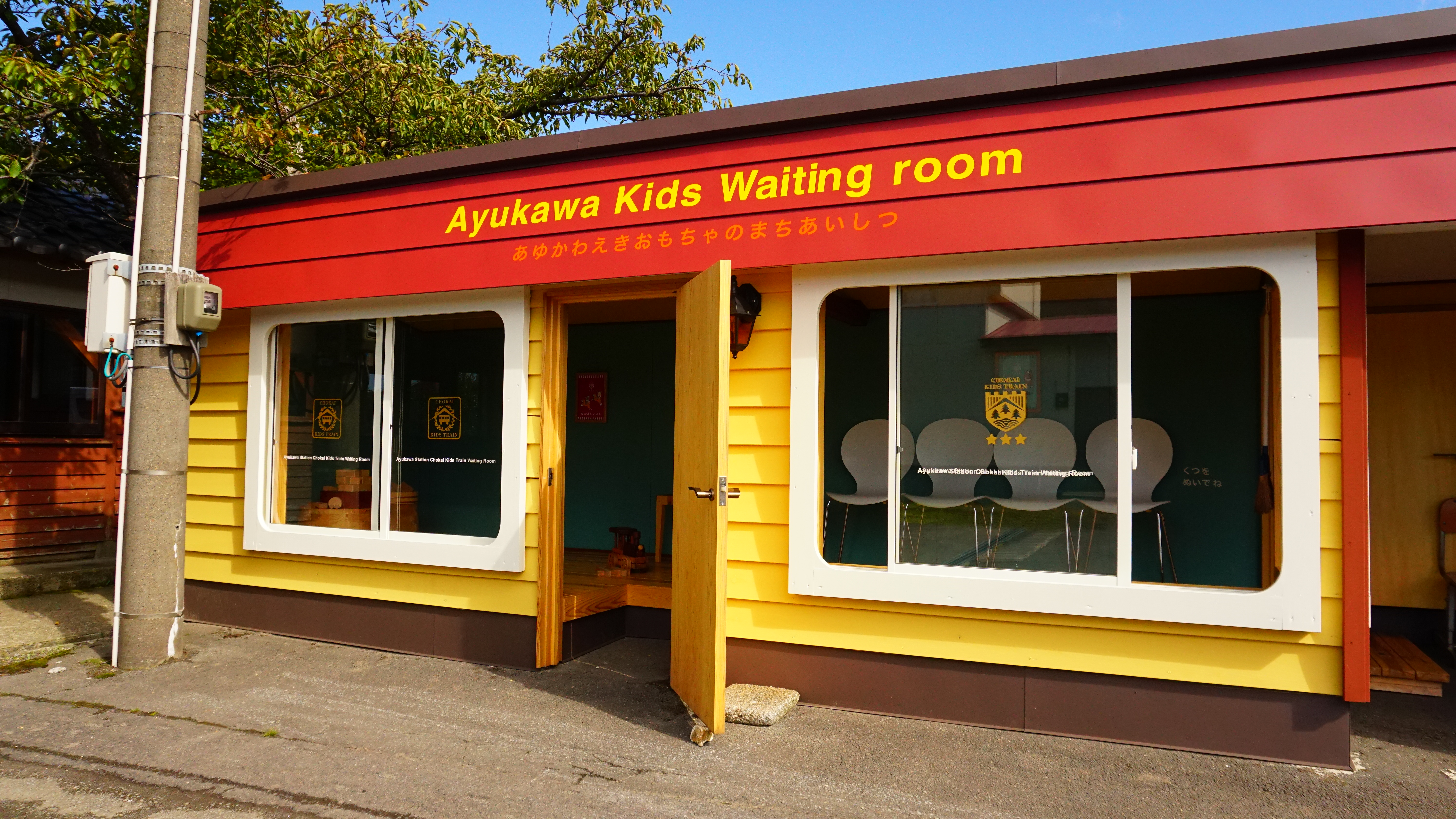
玩具之町候車室(2018年9月)
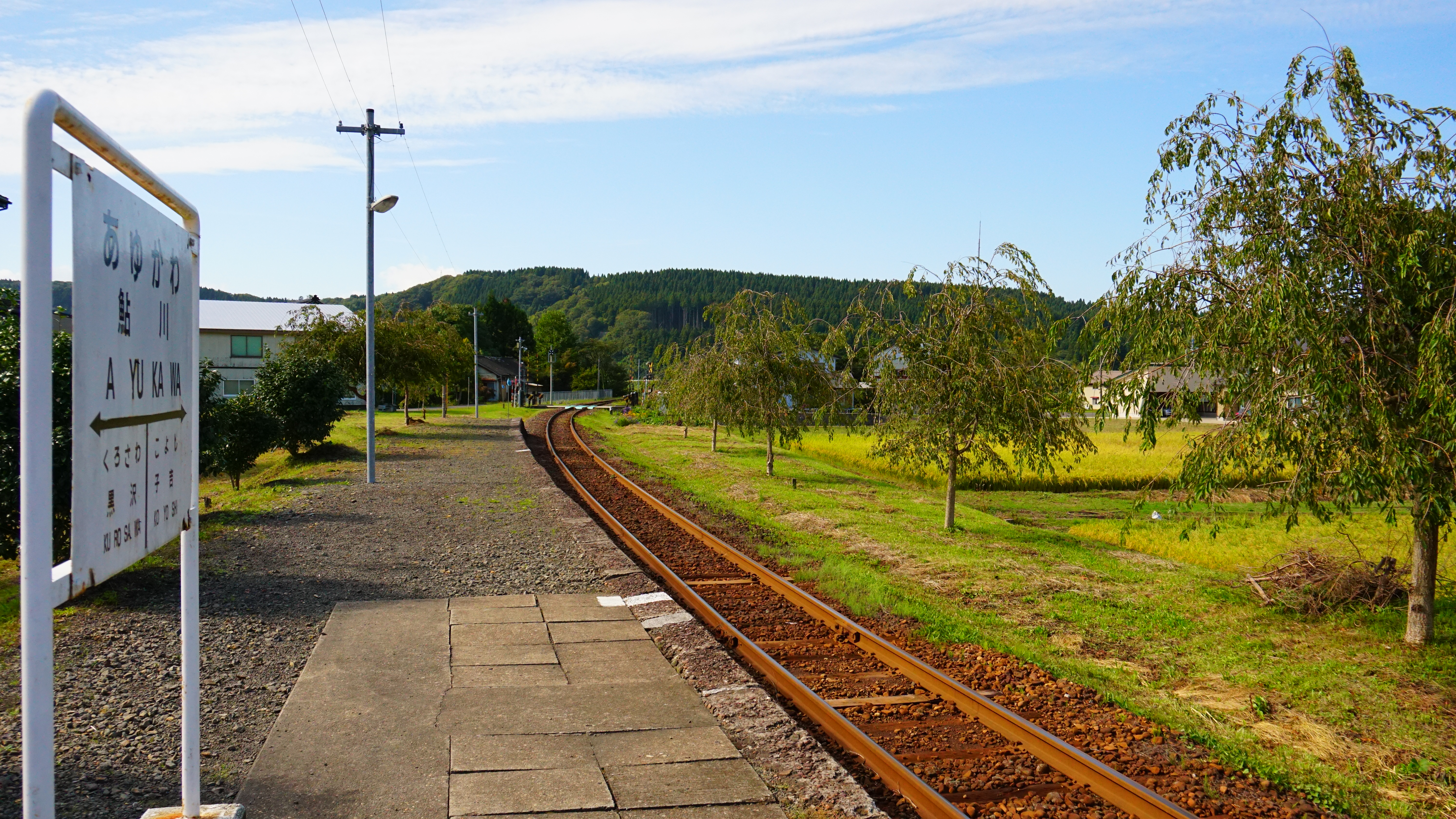
月台(2018年9月)

## 使用狀況
| 1日上落車人次 | 1日上落車人次 |
| 年度          | 1日平均人次   |
| ------------- | ------------- |
| 2011年        | 51            |
| 2012年        | 56            |
| 2013年        | 45            |
| 2014年        | 56            |
| 2015年        | 42            |
| 2016年        | 49            |
| 2017年        | 44            |
| 2018年        | 54            |

## 車站周邊
- 鮎川簡易郵局
- 國道108號
- 秋田縣道287號南由利原鮎川線（日语：秋田県道287号南由利原鮎川線）
- 鳥海山木之玩具美術館（此站西北方1公里。配合列車時間表，設有接送巴士）

## 相鄰車站
由利高原鐵道
鳥海山麓線
子吉－鮎川－黑澤

## 注腳
1. ↑  “業務委託駅に 子吉駅など五つ 秋鉄 来年四月から実施” 秋田魁新報 (秋田魁新報社): p5. (1964年10月17日 夕刊)
2. ↑  “陳情攻勢で“無人化”が後退 秋鉄局 日中だけ駅員配置 ただし本年度いっぱい” 秋田魁新報 (秋田魁新報社): p12. (1971年9月29日 朝刊)
3. ↑  . RAIL FAN (鐵道友之會). 2004-03-01, 51 (3): 24 （日语）.
4. ↑  . 由利高原鉄道. 2018-04-25  [2018-10-07]. （原始内容存档于2021-01-31） （日语）.
5. ↑  国土数値情報(駅別乗降客数データ)2011-2015年  （页面存档备份，存于）（日語） - 國土交通省，2020年8月30日參閲
6. ↑  国土数値情報(駅別乗降客数データ)  （页面存档备份，存于）（日語） - 國土交通省，2020年9月12日參閲

## 外部連結
- 鮎川站 （页面存档备份，存于）（日語）（各站資訊） - 由利高原鐵道